# Ilybius oblitus
Ilybius oblitus är en skalbaggsart som beskrevs av Sharp 1882. Ilybius oblitus ingår i släktet Ilybius och familjen dykare. Inga underarter finns listade i Catalogue of Life.